# 伯拉里加特戰役
伯拉里加特戰役（Battle of Barari Ghat），爆發於1760年1月9日。伯拉里加特是亞穆納河的一個渡口，在德里北16公里。
阿富汗人為了控制北印度，突然進攻蒙兀兒帝國，並與境內馬拉塔人（Maratha）發生激烈戰鬥。阿卜達利於1759年8月進入旁遮普，逐走該地的馬拉塔總督。接著他從拉合爾進軍德里，並派出一小支分隊，迎戰正在往錫爾欣途中的達塔吉·信希亞。在德里以北16公里的伯拉里加特(Barari Ghat)打敗並殺死達塔吉，隨後占領德里。 